# پورنوگرافی در خاورمیانه

پورنوگرافی قانونی است.
پورنوگرافی با توجه به برخی محدودیت‌ها قانونی است.
پورنوگرافی غیرقانونی است.
اطلاعات در دست نیست.

پورنوگرافی در خاورِ میانه توسط پژوهشگران بررسی و مستندسازی نشده‌است. از تولیدات پورنوگرافی در ایران و افغانستان با نام‌های «سوپر، مستهجن، غیراخلاقی» و غیره یاد می‌شود. تقریباً در همهٔ کشورهای خاورمیانه، جز ترکیه و اسرائیل، پورنوگرافی غیرقانونی است.
هرچند در اینترنت، دسترسی به پورنوگرافی و خرید فیلم‌های پورن محدود شده‌است و در بسیاری از کشورهای خاورمیانه نیز ممنوع است اما به‌طور گسترده از راه آنتن‌های ماهواره‌ای در دسترس است.
در تعداد انگشت‌شماری از کشورهای خاورمیانه مانند ترکیه، آذربایجان و اسرائیل پورنوگرافی به‌آسانی در دسترس کاربران بوده و تولید محتوای پورنوگرافی در این کشورها منع قانونی ندارد.

## ایران
در ایران پورنوگرافی غیرقانونی است. با توجه به دسترسی گسترده به اینترنت و وجود یک بازار سیاه بزرگ برای فیلم‌های غربی، پورنوگرافی با نام «فیلمِ سوپر» شهرت یافته‌است. تمامی وبسایت‌های پورنوگرافی در ایران فیلتر است.
در اسفند ماه سال ۱۳۸۷ گزارشی از سایت خبری فرارو در ایران منتشر شد که به نقل از منابعی در اداره پلیس گزارش داده‌است که گروهی هنرپیشه فیلم‌های پورنوگرافی که اکثر آنها زنان جوان هستند، در شرق تهران دستگیر شده‌اند. این مقام در اداره معاونت اطلاعات نیروی انتظامی که از او نام برده نشد، به سایت خبری فرارو گفته است که این افراد در خانه‌ای در تهران‌پارس فیلم‌های پورنوگرافی تولید می‌کردند. به گزارش فرارو گروهی که بازداشت شده‌اند، «تاکنون موفق به تولید چند فیلم مستهجن و عرضه آنها به بازار غیرقانونی در ایران» شده‌اند.
در میانهٔ سال ۲۰۰۷ در ایران، قانونی توسط مجلس شورای اسلامی تصویب شد که بر اساس آن مجازات تولیدکنندگان فیلم‌های پورن در ایران، در صورت اثبات این عمل، اعدام در نظر گرفته شده‌است. سعید ملک‌پور از جمله افرادی بود که در ایران چنین حکمی گرفت. وی در ۲۹ تیر ۱۳۹۸ در حالی که پس از تحمل ۱۱ سال زندان با قید وثیقه به مرخصی آمده بود، به کانادا گریخت.

## افغانستان
در ۷ اردیبهشت ۱۳۹۵، پلیس افغانستان در ولایت ننگرهار طرح جمع‌آوری فیلم‌های غیراخلاقی و عکس‌های نیمه‌برهنه را اجرا کرد.

## سوریه و لبنان
در سپتامبر ۲۰۱۱ یک گروه لبنانی-سوری تولید و پخش فیلم‌های پورن دستگیر شد.